# Anopsicus hanakash
Anopsicus hanakash is een spinnensoort uit de familie trilspinnen (Pholcidae). De soort komt voor in Guatemala. 